# Lasioglossum conciliatum
Lasioglossum conciliatum är en biart som först beskrevs av Cockerell 1946.  Lasioglossum conciliatum ingår i släktet smalbin, och familjen vägbin. Inga underarter finns listade i Catalogue of Life.